# Харитонова, Мария Васильевна
Мария Васильевна Харитонова (12 января 1904 — 17 августа 1978) — передовик советского сельского хозяйства, доярка колхоза «12 Октябрь» Костромского района Костромской области, Герой Социалистического Труда (1949).

## Биография
Родилась в 1904 году в селе Саметь (ныне Костромского района Костромской области) в крестьянской семье.
Завершила обучение в начальной школе. Рано начала трудиться. В 1928 году вместе с мужем вступили в образованное товарищество по совместной обработки земли.
С 1930 по 1932 работала полеводом в колхозе «12 Октябрь». Затем перешла работать дояркой и трудилась до 1959 года, когда вышла на заслуженный отдых. Работала с Костромской породой.
В 1948 году сумела получить от каждой из восьми закреплённых за ней коров по 5001 килограмм молока.
Указом Президиума Верховного Совета СССР от 4 июля 1949 года за получение высоких результатов в сельском хозяйстве и рекордные показатели в животноводстве Марии Васильевне Харитоновой было присвоено звание Героя Социалистического Труда с вручением ордена Ленина и медали «Серп и Молот».
Продолжала и дальше трудиться в сельском хозяйстве. За всю свою трудовую деятельность надоила больше миллиона литров молока.
Проживала в родном селе. Умерла 17 августа 1978 года.

## Награды
За трудовые успехи была удостоена:
- золотая звезда «Серп и Молот» (04.07.1949)
- три ордена Ленина (04.07.1949, 16.08.1950, 17.09.1951)
- Орден Трудового Красного Знамени (23.07.1948)
- другие медали.